# Tallok (Älvdalens socken, Dalarna, 679563-137714)
Tallok är en sjö i Älvdalens kommun i Dalarna och ingår i Dalälvens huvudavrinningsområde.